# Charles Joseph Bonaparte

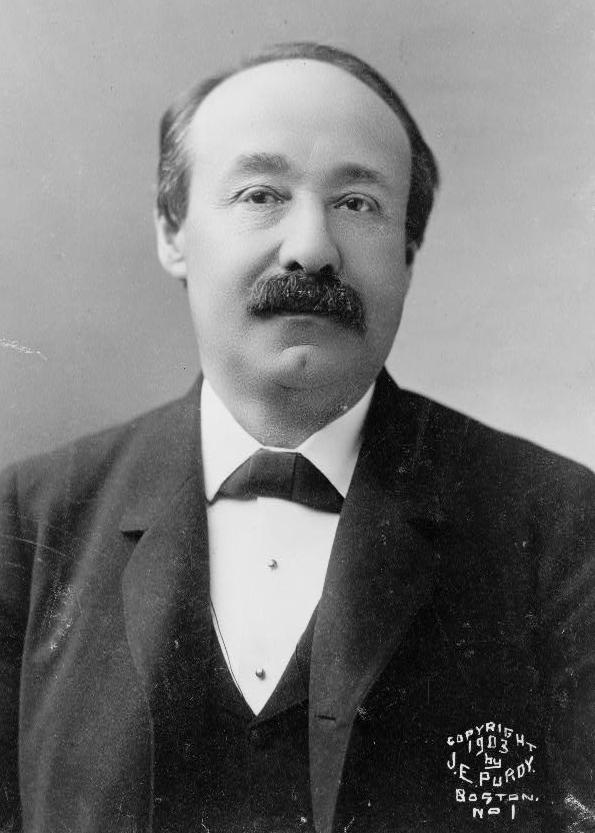
Charles Joseph Bonaparte

Charles Joseph Bonaparte (* 9. Juni 1851 in Baltimore, Maryland; † 28. Juni 1921 in Bella Vista, Baltimore County, Maryland) war ein US-amerikanischer Politiker, der dem Kabinett von Präsident Theodore Roosevelt als Marineminister und als Justizminister angehörte. Bonaparte gilt als Gründer der US-amerikanischen Bundespolizei FBI.

## Leben
Charles J. Bonaparte war ein Enkel von Jérôme Bonaparte, dem jüngsten Bruder von Napoleon I., also der Großneffe des französischen Kaisers. Seine Eltern waren Jerome Napoleon Bonaparte (1805–1870) und Susan McWilliams (1812–1881), von denen die amerikanische Linie der Familie Bonaparte abstammt. Nachdem er an der juristischen Fakultät der Harvard University graduiert hatte, wurde er Anwalt in Baltimore und engagierte sich in städtischen und nationalen Reformbewegungen. Am 1. September 1875 heiratete er Ellen Channing (1852–1924). Die Ehe blieb kinderlos. 
Zwischen 1902 und 1904 war Bonaparte Mitglied der US-Indianerbehörde, 1904 Vorsitzender der nationalen Staatsdienstreformliga und Verwalter der Katholischen Universität von Amerika. 1905 berief Präsident Roosevelt Bonaparte, der der Republikanischen Partei angehörte, als Marineminister in sein Kabinett. Von 1906 bis zum Ende der Präsidentschaft Roosevelts 1909 war er Justizminister (United States Attorney General). Er war verantwortlich für das Aufbrechen vieler Wirtschaftskartelle, beispielsweise des Tabakmonopols. 1908 gründete Bonaparte das Bureau of Investigation (BOI), das spätere FBI. Er war einer der Gründer und zeitweiliger Präsident der National Municipal League.